# Véloroute du Calavon
La véloroute du Calavon est un aménagement cyclable situé en France, dans le département de Vaucluse. D'une longueur de 45 km, elle utilise l'emprise de l'ancienne ligne ferroviaire de Cavaillon à Volx. Elle tient son nom du cours d'eau le Calavon, aussi appelé Coulon.

## Description
Cette véloroute serpente dans la vallée du Calavon, entre le massif du Luberon et celui des Monts de Vaucluse. Elle emprunte le parcours de la ligne ferroviaire de Cavaillon à Saint-Maime - Dauphin aujourd'hui désaffectée. Les aménagements ont été réalisés par tronçons successifs depuis 2005 par le Conseil départemental de Vaucluse, en partenariat avec le Parc naturel régional du Luberon. 
Hormis une section de 2 kilomètres en site propre, la piste cyclable est protégée par des barrières ou des plots de protection aux entrées. Des panneaux de direction jalonnent le parcours. Plusieurs parkings permettent d'y accéder, aux anciennes gares d'Apt, de Bonnieux, de Robion, mais aussi au Pont Julien, à Coustellet et à Cavaillon. Elle ne dispose d'équipements spécifiques (toilettes, points d'eau, etc.) qu'à l'ancienne gare de Goult.
Elle est intégrée au réseau européen de véloroutes par l'EuroVelo 8, aussi nommée la véloroute de la Méditerranée, reliant Cadix en Espagne à Athènes en Grèce puis Chypre en passant par 11 pays. L'itinéraire en France passe notamment par Port Barcarès, Port Leucate, Narbonne, Béziers, Agde, Sète, La Grande-Motte, Cavaillon et Apt par la vallée du Calavon, Forcalquier.

## Itinéraire
- Cavaillon
- Les Taillades
- Robion
- Coustellet
- Beaumettes
- Notre-Dame de Lumières - Goult
- Pont Julien - Bonnieux
- Le Chêne - Gargas
- Apt
- Saignon
- Caseneuve

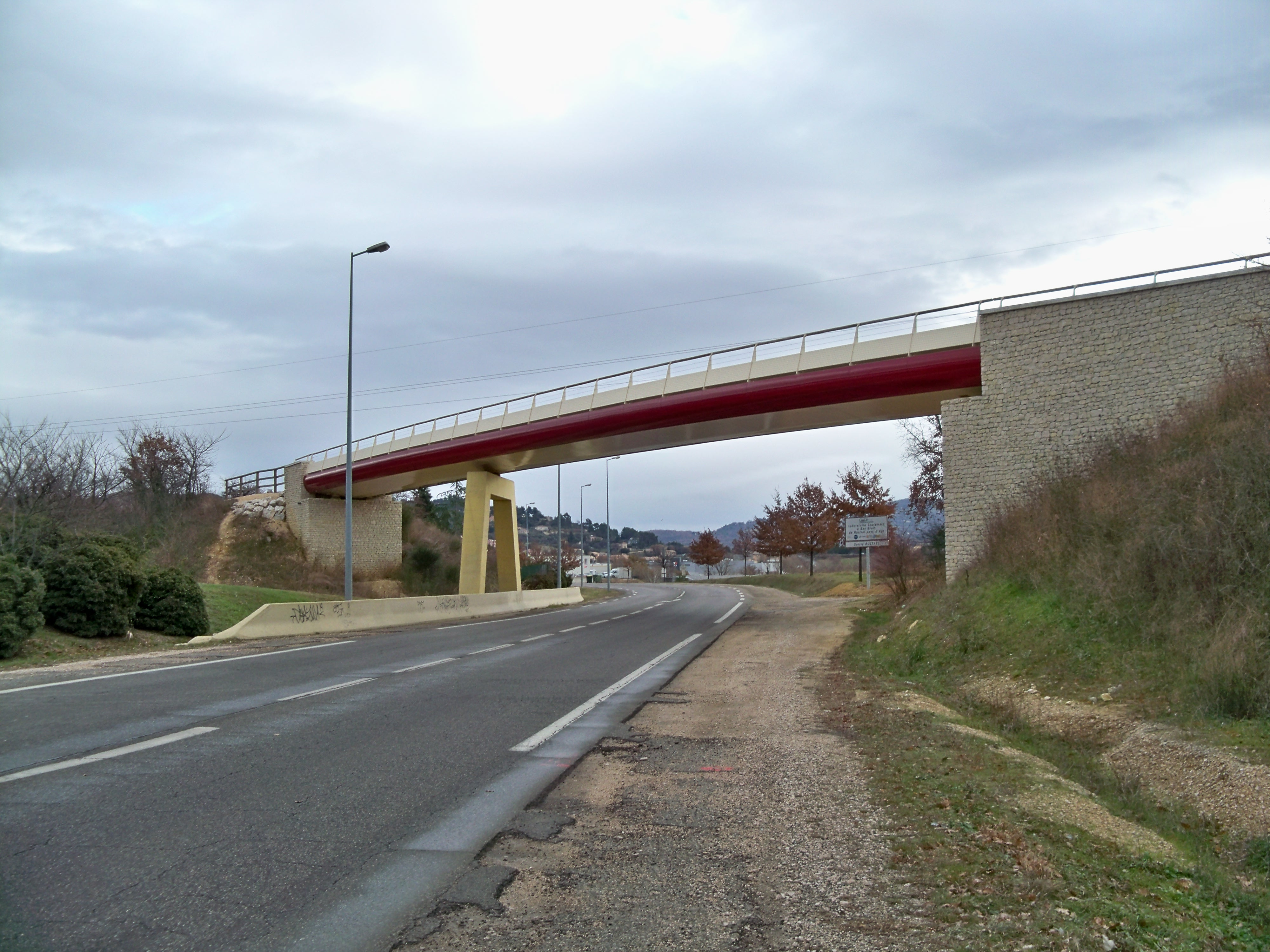
Pont rénové pour la véloroute à Apt, au sud de l'ancienne gare (située sur la gauche de l'image)

- La Paraire - Saint-Martin-de-Castillon

## Patrimoine accessible
A hauteur de Bonnieux, la véloroute du Calavon emprunte le Pont Julien, un pont romain du Ier siècle av. J.-C.
La véloroute du Calavon passe à proximité de plusieurs lieux patrimoniaux comme le dolmen de l'Ubac, le sanctuaire Notre-Dame de Lumières, ou la chapelle Saint-Véran, à Goult. Elle passe à quelques kilomètres de villages perchés réputés, dont Gordes, Roussillon, Ménerbes, Oppède...

## Prolongement
A l'ouest, la traversée de Cavaillon est en cours d'aménagement (2024).
L'objectif est aussi de prolonger la véloroute dans le département des Alpes-de-Haute-Provence à l'est, en poursuivant sur l'emprise de l'ancienne ligne ferroviaire par Céreste, Dauphin, Saint-Maime puis Volx. Cette dernière portion fait aujourd'hui partie de l'itinéraire balisé Autour du Luberon (jusqu'à Dauphin), la dernière partie devant emprunter à la fois des routes communales peu fréquentées et des chemins non aménagés.